# Polyscias fruticosa
Espèce
Synonymes
- Aralia deleauana L.Linden[1]
- Aralia fruticosa (L.) L.H.Bailey[1]
- Aralia tripinnata Blanco[1]
- Nothopanax fruticosus (L.) Miq.[1] [2] [3]
- Panax aureus Sander[1]
- Panax diffusus W.Bull[1]
- Panax fissus W.Bull[1]
- Panax fruticosus L.[2] [3]
- Panax plumatus Barb.Rodr.[1]
- Polyscias fruticosa var. plumata (W.Bull ex W.Richards) L.H.Bailey[1]
- Tieghemopanax fruticosus (L.) R.Vig.[1]

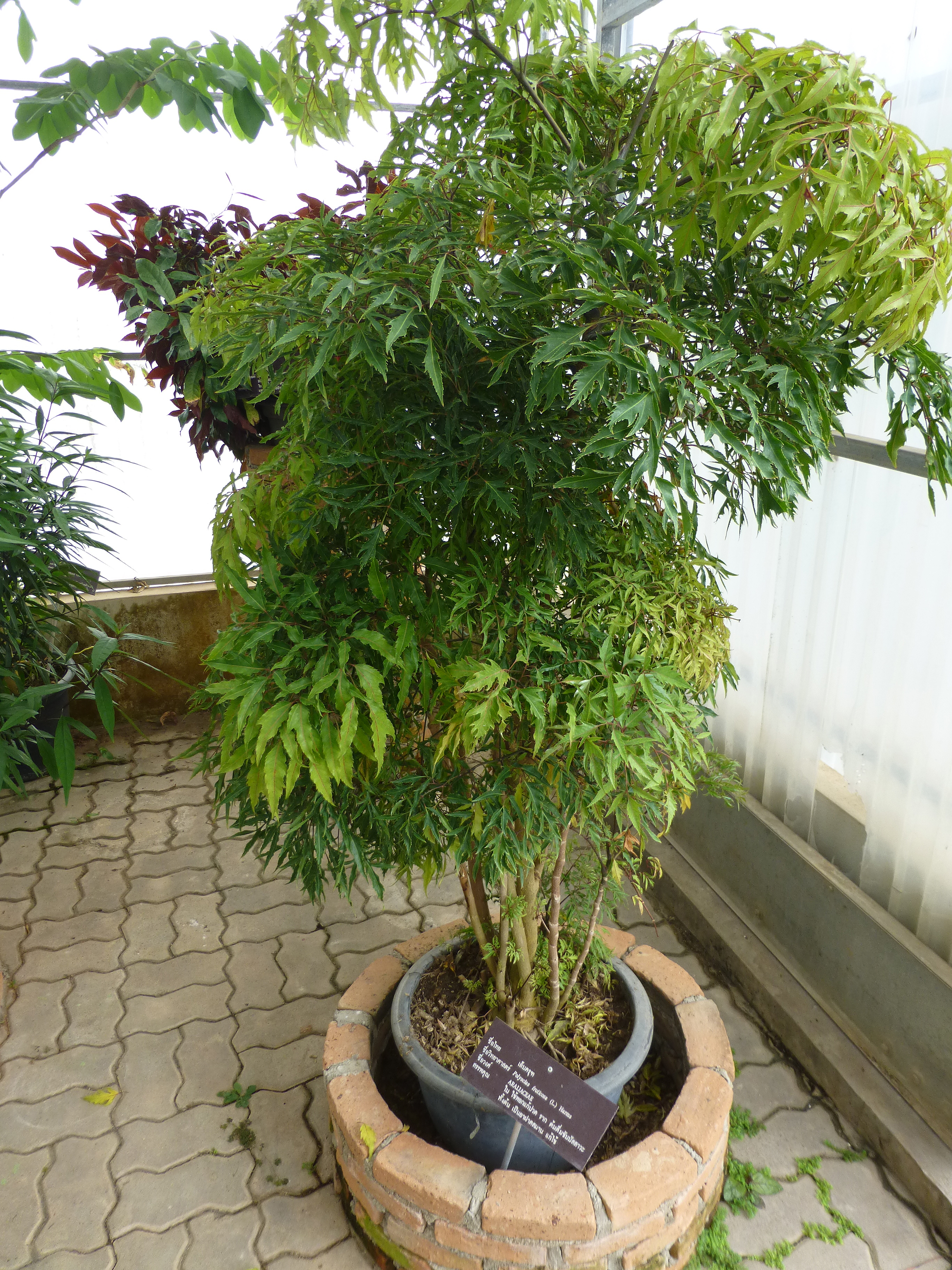
Polyscias fruticosa en pot, au Jardin botanique de la reine Sirikit, en Thaïlande.

Polyscias fruticosa est une espèce de plantes à fleurs de la famille des Araliaceae.

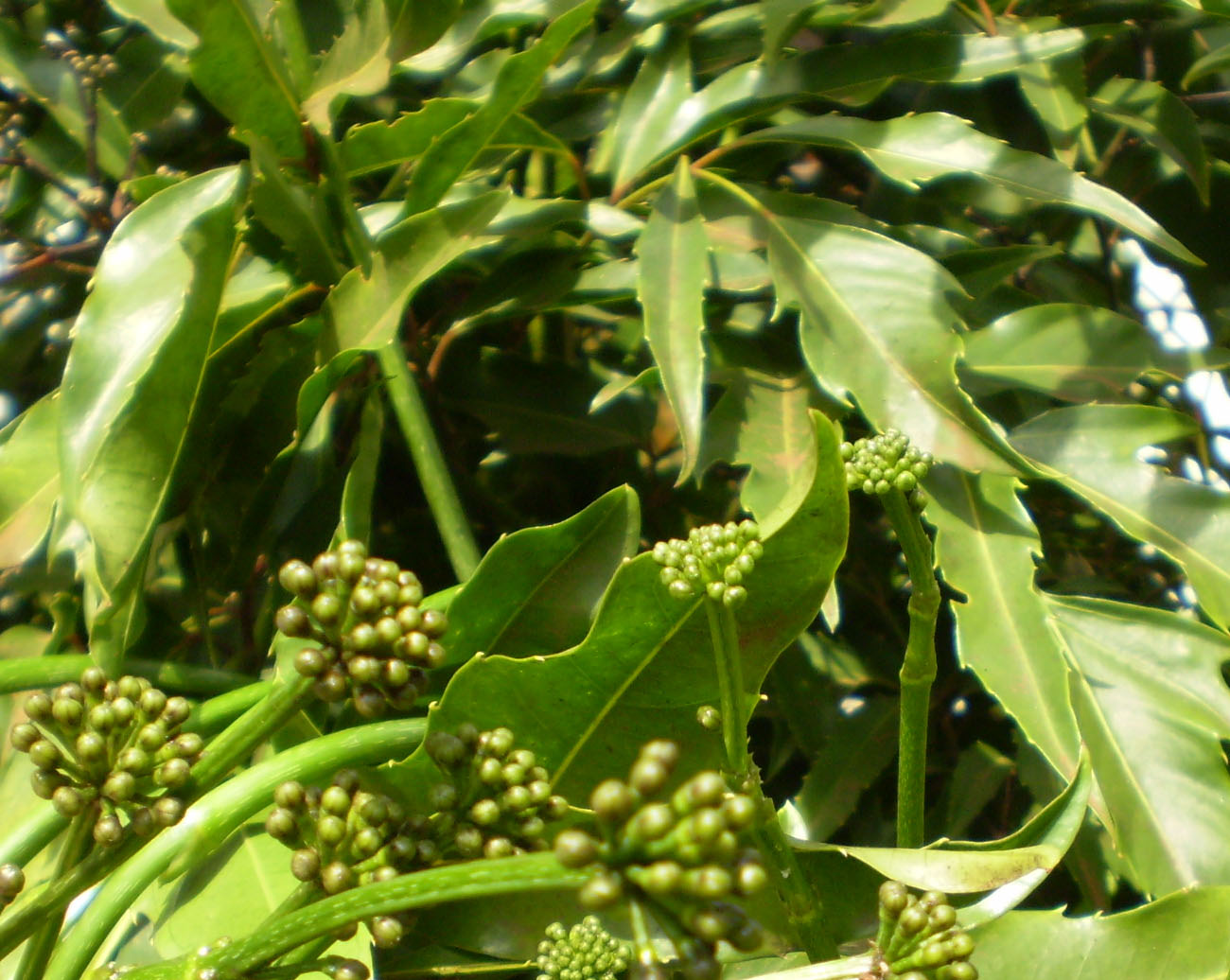
Inflorescences en boutons.

## Liste des variétés
Selon Tropicos (29 octobre 2017) :
- variété Polyscias fruticosa var. plumata (W. Bull ex W. Richards) L.H. Bailey